# میان‌جمله
میان‌جمله، جمله معترضه یا بند وابسته عبارت یا جمله‌ای است که در ضمن جمله اصلی می‌آید و درباره نهاد جمله توضیح می‌دهد یا مفهومی آرزویی، اندرزی یا توصیفی را می‌رساند و حذف آن معمولا خللی در معنی جمله اصلی ایجاد نمی‌کند. جمله معترضه معمولا در مفهوم جمله اصلی اثری ندارد و گاه پس از حرف ربط می‌آید و گاه به طور مستقل میان دو خط تیره (—) یا دو ویرگول قرار می‌گیرد.

## نمونه
- استادم — که روانش شاد باد — در ادبیات بی‌نظیر بود.
- فداکاری در راه وطن — گرچه به مرگ منتهی شود — افتخارآفرین است.
- از برکات آن آزادمرد که خدای، عز و جل، از آزادمردان خشنود باد.

میان‌جمله می‌تواند دارای هر زمانی باشد.